# Perc3ption
Perc3ption é uma banda de metal progressivo/power metal de São Paulo, Brasil. A banda foi fundada em 2007 e lançou seu debut álbum Reason and Faith em 2013. Seu álbum mais recente é Once And For All, lançado em 2016.

## A banda
Criada em 2007 por Glauco Barros e Rick Leite, a banda tinha como objetivo principal criar um material original que fosse capaz causar diferentes percepções e sensações nos ouvintes, e seguindo a intuição elaborou suas composições a partir de gostos e influências musicais pessoais de cada um dos músicos.
Em 2009 lançou seu primeiro EP, intitulado Insights, que teve como primeira composição a música The Third Eye, que traz como tema a Realidade Virtual e o domínio das máquinas sobre os homens. No mesmo ano e no ano seguinte o Perc3ption participou de diversos shows e festivais de metal divulgando o material, passando pelas cidades de Sorocaba, Itapetininga e Penápolis, onde na ocasião se apresentou com as bandas de metal Vulture e Shadowside, e também em São Paulo, se apresentando com o Mindflow.
Em 2011, logo após Luiz Poleto assumir os vocais, o Perc3ption lançou o single Dead Man In Me. Pouco tempo depois são convidados para fazer o show de abertura para a banda sueca Evergrey na cidade de Sorocaba, onde ganhou destaque no cenário, dando início as composições do seu debut álbum.
A banda se apresentou em 2012 ao lado do Amorphis em sua única apresentação no Brasil, em show de estreia de Peferson Mendes, que assumiu o posto de baterista em dezembro do ano anterior. Ainda neste mesmo ano, o Perc3ption iniciou a pré-produção do debut álbum Reason And Faith com o cantor, compositor e produtor Edu Falaschi  (ex-Symbols, ex-Angra, atual Almah), já com Wellington Consoli assumindo o posto de baixista.
Entre os anos de 2013 e 2015 a banda seguiu divulgando seu debut e consolidando seu trabalho, realizando diversos shows que passaram pelas cidades de São Paulo, Resende, Sorocaba, Itapetininga, Bauru. Destaque para alguns eventos onde o Perc3ption dividiu o palco com artistas como Pain of Salvation, Sonata Arctica, Almah, André Matos.
Em 2015, após a entrada de Dan Figueiredo no posto de front man, a banda dedicou o ano para ensaios e gravação do segundo álbum Once And For All. Em novembro do mesmo ano, participou de um pequeno festival com as bandas Monstractor e Krugger, realizado em Resende/RJ.
Em 2016 a banda se apresentou com grandes nomes do metal brasileiro no Festival Hell in Rio, realizado na cidade do Rio de Janeiro, bandas como Sepultura, Korzus, Hibria, Almah, Claustrofobia e outras, fizeram parte do cast primeiro dia do evento. Também em 2016, o álbum Once And For All figurou na 11ª posição no Top 300 melhores álbuns da América Latina.

## Álbuns
Em 2013 a banda lançou seu primeiro trabalho, Reason And Faith. O disco foi gravado, mixado e masterizado no Norcal Studios por Brendan Duffey e Adriano Daga, que trabalharam com artistas como Mike Mangini, Billy Sheehan e bandas como Angra e Dr. Sin.
Em 2016 a banda lançou Once And For All. A produção do segundo disco ficou a cargo do guitarrista Glauco Barros e contou novamente com a participação de Edu Falaschi, desta vez, apenas na fase de pré-produção do mesmo. O disco foi gravado no estúdio da própria banda em São Paulo, e contou com a colaboração de Rodrigo Ninrod para o trabalho de mixagem e masterização ao lado de Glauco Barros, realizado no Ninrod Studios, também em São Paulo.